# Juan Fernández Benítez
Juan Fernández Benítez   (Badalona, 1986) és un polític català, diputat al Parlament de Catalunya i regidor a l'Ajuntament de Badalona.
Va néixer a Badalona el 1986 i originari del barri de Llefià. Va començar a militar al Partit Popular el 2004 amb divuit anys. Ha cursat estudis de Dret a la Universitat de Barcelona, que durant un temps va combinar amb la dedicació política. Posteriorment ha cursat un programa superior en Lideratge i Gestió Pública.
És regidor a l'Ajuntament de Badalona des que va ser elegit a les eleccions municipals de 2007. Va ser un dels més joves en entrar mai a la corporació municipal. El 2011 va anar sisè a les llistes i va ser reelegit, i amb l'entrada a l'alcaldia de Xavier García Albiol, va ser nomenat regidor d'Educació, Esports i Joventut, vinculat a l'àrea d'atenció a les persones, tres àmbits que van ser unificats en una única regidora com a mètode d'estalvi, i en tot cas va ser de nou un dels regidors més joves a formar part d'un equip de govern. Durant el segon mandat d'Albiol, de 2020 a 2021, va ser nomenat quart tinent d'alcalde i de nou va assumir la regidoria d'Educació, Esports i Joventut. En aquesta legislatura també va substituir a Albiol com a president del grup municipal popular. Amb la majoria absoluta del PP a Badalona d'ençà del 2023, va ser nomenat primer tinent d'alcalde i responsable de les àrees d'Hisenda i Finances, Recursos Interns, Esport i Seguretat.
El 2024 va anar setè a la llista de candidats al Parlament de Catalunya pel Partit Popular, i va ser elegit com a tal a les eleccions. Així mateix, va ser nomenat portaveu del grup parlamentari, a proposta d'Alejandro Fernández, tot i que després d'un conflicte intern al partit, en el qual es va imposar a Fernández com a home de confiança de Xavier García Albiol per sobre de la candidata original del cap de llista, Lorena Roldán. El 25 d'octubre de 2017 va deixar el seu càrrec de regidor a l'Ajuntament de Badalona per dedicar-se en exclusiva a la seva tasca al Parlament.
Paral·lelament també va ocupar càrrecs en el partit, essent president i vicesecretari de Noves Generacions del PP de 2008 a 2016. En l'actualitat és membre del comitè executiu del Partit Popular de Catalunya.